# Gonomyia nexosa
Gonomyia nexosa är en tvåvingeart som beskrevs av Alexander 1958. Gonomyia nexosa ingår i släktet Gonomyia och familjen småharkrankar.
Artens utbredningsområde är Nepal. Inga underarter finns listade i Catalogue of Life.